# Cass (nome)
Cass  è un nome proprio di persona inglese maschile e femminile.

## Varianti
- Femminili: Cassie[2]

## Origine e diffusione
Si tratta di una forma ipocoristica di altri prenomi che cominciano per cass-, come ad esempio Cassandra e Cassidy.

## Onomastico
Il nome è adespota, non essendoci state santi che lo portino: l'onomastico si può festeggiare il 1º novembre, giorno di Ognissanti.

## Persone

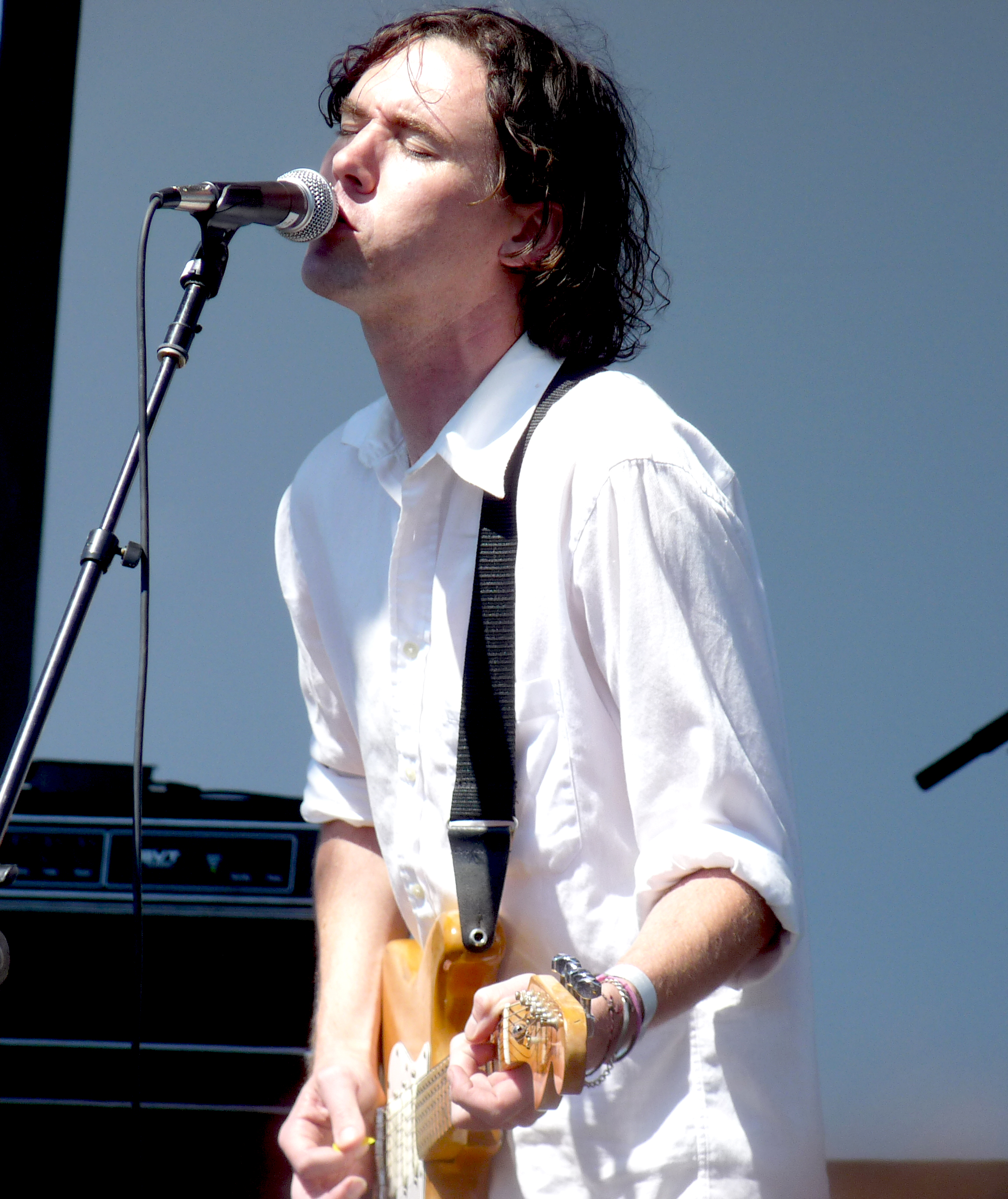
Cass McCombs

### Maschile
- Cass McCombs, cantautore statunitense
- Cass Pennant, scrittore britannico

### Femminile
- Cass Bauer, cestista statunitense
- Cass Elliot, cantante statunitense

### Variante femminile Cassie
- Cassie, cantante statunitense

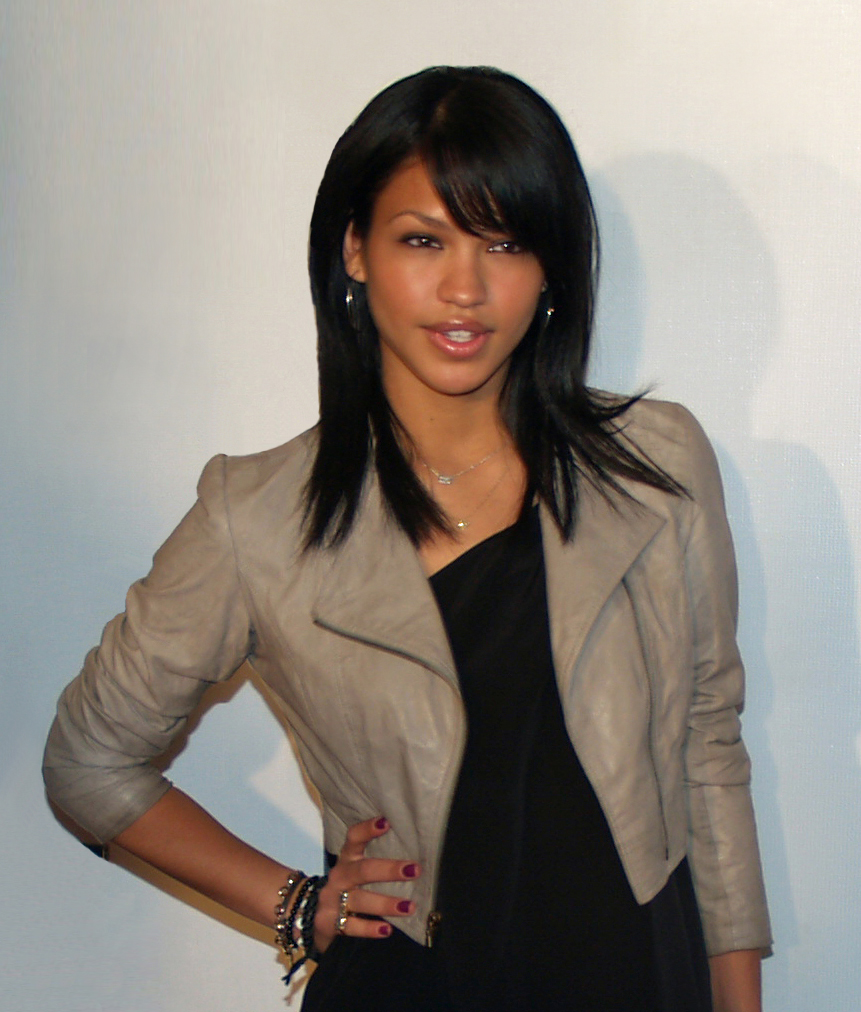
Cassie

- Cassie Scerbo, attrice e cantante statunitense
- Cassie Steele, attrice e cantautrice canadese

## Il nome nelle arti
- Cassie è un personaggio della serie di romanzi Animorphs, scritti da K.A. Applegate.
- Cassie Ainsworth è un personaggio della serie televisiva Skins.
- Cassie Blake è un personaggio della serie di romanzi I diari delle streghe, scritta da Lisa Jane Smith, e della serie televisiva da essa tratta The Secret Circle.
- Cassie Layne è un personaggio della serie televisiva Sentieri.